# Peripatos

La línea de puntos representa el Peripatos. Empieza en la fuente Clepsidra (29), corta el Teatro de Dionisio (23), continúa entre la Estoa de Eumenes (21) y el santuario de Asclepio (22), va por detrás del Herodeion y termina en la Puerta Beulé (del Propileo) (19).

El Peripatos (griego: περίπατος, paseo) es un antiguo camino que abraza la Acropolis de Atenas y cruza con la Vía Panatenaica en la pendiente norte. Conecta las grutas santurario de la Acrópolis que están intercaladas alrededor de la colina de la Acrópolis. Una lectura de Tucídides 2.17, que establece que las grutas fueron levantadas dentro de una área en la que estaba prohibido construir o extraer piedra llamada tierra Pelasgia, sugiere que el peripatos sigue la línea del arcaico y ahora desaparecido Muro de los pelasgos.
Una inscripción en una piedra caliza de la acrópolis en la pendiente norte del cerro es la única evidencia epigráfica del camino. Se lee Longitud del Peripatos: cinco estadios y dieciocho pies. Este inscripción está datada en el siglo IV a. C., aunque  es posible que el camino hubiera sido despejado y usado al menos desde el programa del edificio Pericleano cuando los santuarios de la cueva fueron establecidos. Pausanias en el siglo II menciona el uso del camino para examinar la fuente Clepsidra y la cueva de Apolo.
Se han emprendido trabajos para restaurar el Peripatos que comenzaron en el año 1977.

## Véase también

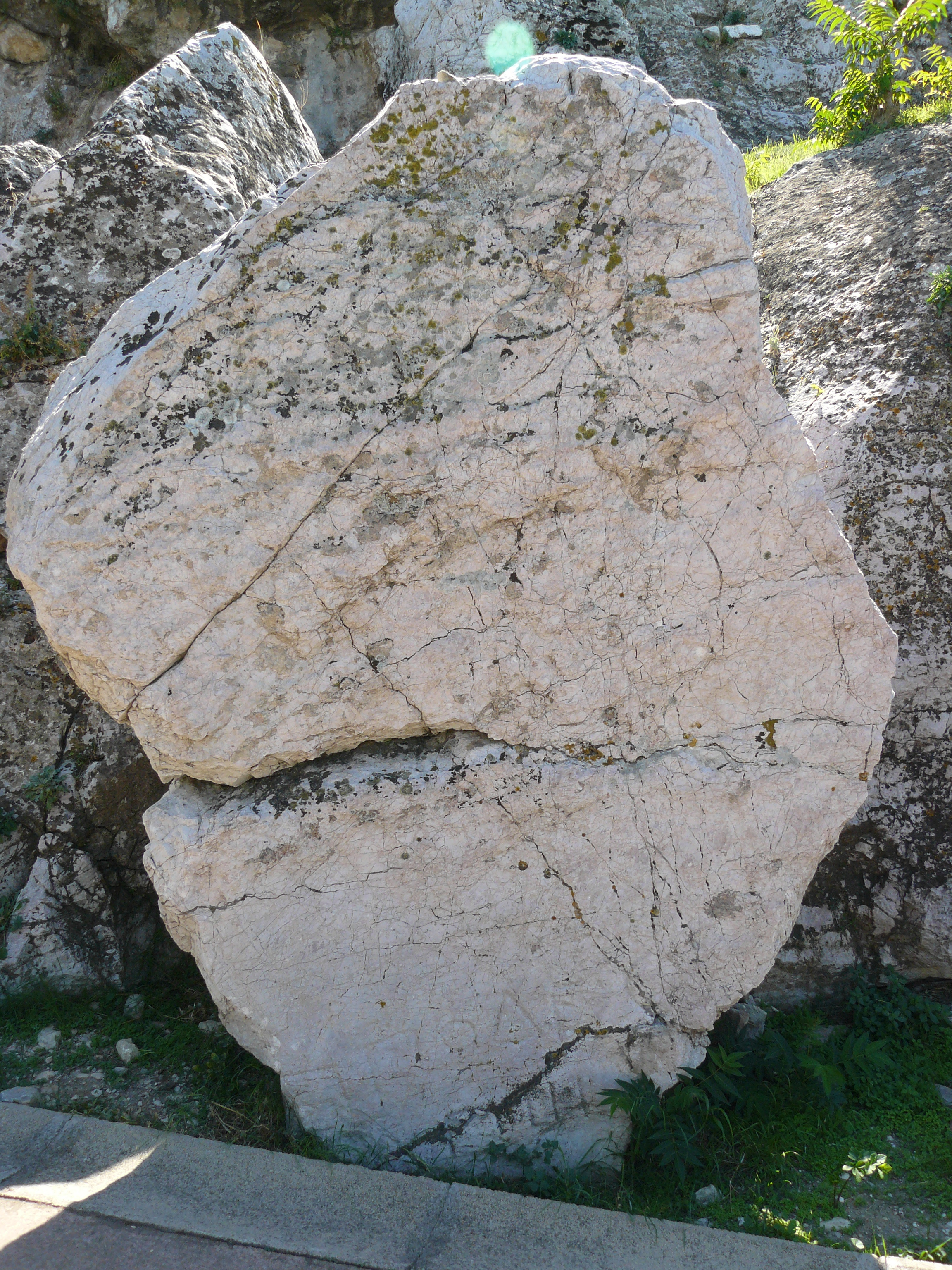
Piedra con inscripción.
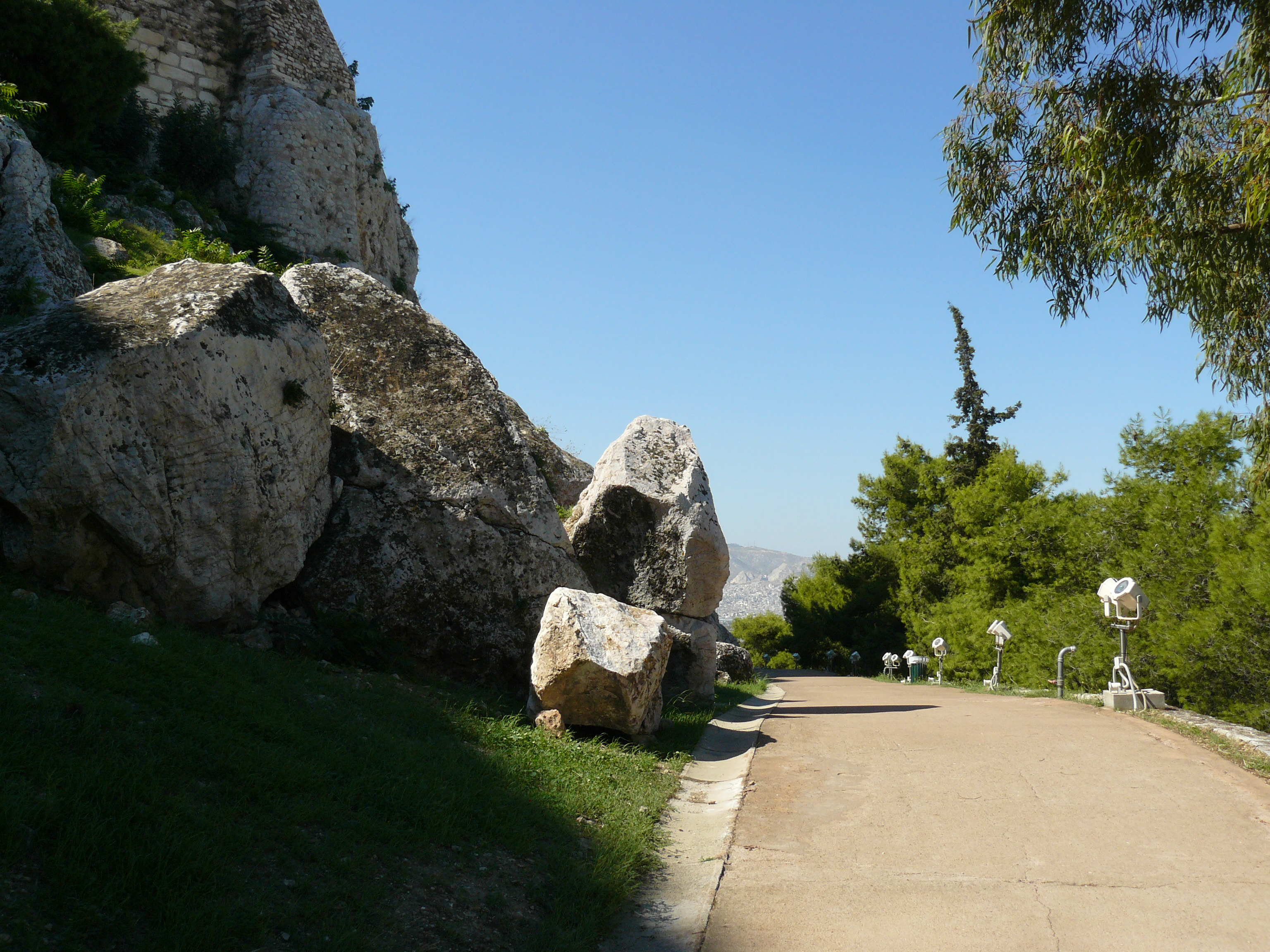
Vista del Peripatos.